# Prêmio Multishow de Música Brasileira 2005
O Prêmio Multishow de Música Brasileira 2005 foi a décima segunda edição da premiação realizada pelo canal de televisão Multishow. Ocorreu em 5 de julho de 2005 e foi transmitido ao vivo do Theatro Municipal do Rio de Janeiro.

## Categorias
| Categoria             | Vencedor                     | Indicados |
| --------------------- | ---------------------------- | --- |
| Melhor Cantor         | Marcelo D2                   | - Caetano Veloso - Gilberto Gil - Marcelo Falcão - Zeca Pagodinho                                                                                     |
| Melhor Cantora        | Pitty                        | - Ana Carolina - Ivete Sangalo - Maria Rita - Sandy                                                                                                   |
| Melhor Música         | Skank — Vamos Fugir          | - Ana Carolina — Encostar na Tua - Capital Inicial — Não Olhe pra Trás - CPM 22 — Ontem - Pitty — Equalize                                            |
| Melhor Clipe          | Pitty — Semana que Vem       | - Adriana Calcanhotto — Fico Assim Sem Você - Cidade Negra — Perto de Deus - O Rappa — O Salto - Sandy & Junior — Nada Vai Me Sufocar                 |
| Melhor Show           | O Rappa                      | - Charlie Brown Jr. - Ivete Sangalo - Pitty - Sandy & Junior                                                                                          |
| Melhor CD             | Marcelo D2 — Acústico MTV    | - Charlie Brown Jr. — Tamo Aí na Atividade - Cidade Negra — Perto de Deus - Maria Bethânia — Que Falta Você Me Faz - Nando Reis — MTV ao Vivo         |
| Melhor DVD            | Ivete Sangalo — MTV ao Vivo  | - Ana Carolina — Estampado - Um Instante Que não Para - Detonautas — Roque Marciano Ao Vivo - Marcelo D2 — Acústico MTV - Raul Seixas — O Baú do Raul |
| Revelação             | Motirô                       | - Black Alien - Dibob - Dead Fish - Rapazolla |
| Melhor Grupo          | O Rappa                      | - Charlie Brown Jr. - Jota Quest - Los Hermanos - Skank                                                                                               |
| Melhor Instrumentista | Junior Lima (Sandy & Junior) | - Edgard Scandurra (Ira!) - Roberto de Carvalho - Rodrigo Amarante (Los Hermanos) - Roberto Frejat (Barão Vermelho)                                   |